# Konstancjusz I Chlorus
Konstancjusz I Chlorus (ur. 31 marca 250, zm. 25 lipca 306), Gaius Flavius Constantius, od 1 maja 305 Imperator Caesar Gaius Flavius Valerius Constantius Augustus, z przydomkiem „Chlorus” pojawia się w źródłach dopiero od VI w. Po śmierci deifikowany – cesarz rzymski z tytułem cezara od 293, a augusta 305 do 306 roku. Był ojcem Konstantyna I Wielkiego.

## Życiorys
Urodził się w biednej rodzinie w Ilirii, karierę zrobił służąc w wojsku. Późniejsi autorzy dorobili mu genealogię od cesarza Klaudiusza II Gockiego. 1 marca 293 roku został adoptowany przez cesarza Zachodu Maksymiana i otrzymał tytuł cezara. Wkrótce po zostaniu cesarzem walczył z samozwańczym cesarzem Karauzjuszem władającym Brytanią i wybrzeżami Galii i odbił od niego część kontynentalnego wybrzeża. W 293 roku pokonał następcę Karauzjusza – Allectusa i przejął we władanie Brytanię.
W czasie prześladowań chrześcijan, wszczętych w roku 303 roku w myśl edyktów Dioklecjana, na podległych sobie terenach, ograniczył się do zamykania lub burzenia kościołów, co podkreślają historycy chrześcijańscy. W rzeczywistości chrześcijaństwo na tych terenach (Galia, Brytania, Hiszpania) było mniej aktywne, niż na wschodzie Imperium. Uważa się, że był on wyznawcą boga imieniem Sol Invictus (łac. „Słońce Niezwyciężone”).
1 maja 305 roku, po zrzeczeniu się władzy przez Dioklecjana i Maksymiana, otrzymał tytuł augusta. Zginął po wyprawie przeciwko Piktom w Eboracum (dzisiejszy York) 25 lipca 306 roku.

## Małżeństwa i potomstwo
Z pierwszą żoną Flavią Julią Heleną, z którą miał syna Konstantyna Wielkiego, rozwiódł się. Ożenił się ponownie, w 289 roku z córką Maksymiana – Flavią Maximianą Theodorą. Miał z nią:
- córkę Konstancję (ur. po 293 – ok. 330) – żonę Licyniusza,
- córkę Eutropię – żonę Nepotianusa (jej syn Nepocjan został uzurpatorem w 350 roku),
- syna Dalmacjusza,
- córkę Anastazję,
- syna Juliusa Constantiusa (którego syn Julian władał cesarstwem od 361).